# Дуцении (фамилия)
Дуцениите (на латински: Ducenii) са фамилия от Римската империя.
Мъжете се казват Дуцений (Ducenius), а жените – Дуцения (Ducenia).
Известни лица с фамилията:
- Авъл Дуцений Гемин, суфектконсул 62 или 61 г., praefectus urbis на Рим 68 г.
- Дуцений Гемин, praefectus urbis на Рим 63 г.
- Гай Дуцений Прокул, суфектконсул 87 г.
- Публий Дуцений Вер, суфектконсул 95 г.
- Публий Дуцений Вер (консул 124 г.), суфектконсул 124 г.
- Квинт Помпей...Дуцений...Приск, консул 169 г.

Други:
- Трентола-Дуцента, община в Кампания
- Дуцента (Sancta Maria Ducentae, днес Травалда), исторически град в Тоскана
- Дуцента (Равена), комуна в провинция Равена